# Evangelia Adamou
Evangelia Adamou (en grec moderne : Ευαγγελία Αδάμου), née en 1976 à Thessalonique, est une linguiste française d'origine grecque. Ses travaux portent sur les langues minoritaires parlées en Grèce et au Mexique.

## Biographie
Evangelia Adamou est originaire de Lití, une petite ville située à 10 km au nord de Thessalonique. En 1997, elle obtient un master en langue et littérature françaises à l'Université Aristote de Thessalonique. Elle poursuit ses études à Paris. Elle est titulaire d'un doctorat en linguistique qu'elle soutient en 2001 à l'Université René Descartes. En 2005, elle est chercheuse au Centre national de la recherche scientifique. En 2006, elle publie un ouvrage sur la langue parlée dans sa région d'origine, le nashta. Cette langue fait partie des langues slaves du sud parlées dans les Balkans. Les locuteurs sont en contact avec le grec. Cette région connaît deux langues officielles : le bulgare littéraire et le macédonien littéraire. Elle dirige en 2008 un ouvrage sur les langues de diffusion restreinte de Grèce comme le : aroumain, arvanitika, arménien, gréco-pontique, romani, slave. Il s'agit d'un ouvrage de référence sur la situation linguistique et sociolinguistique de la Grèce.
En 2015, elle est directrice de recherche au Laboratoire de langues et civilisations à tradition orale du Centre national de la recherche scientifique.

## Publications
- Le Nashta. Description d'un parler slave de Grèce en voie de disparition, Munich, Lincom Europa, 2006, 109 p.
- Evangelia Adamou (sous la dir.), Le patrimoine plurilingue de la Grèce, Louvain-la-Neuve, Peeters, 2008, 162 p. (ISBN 978-2-7584-0020-2)
- (de) Slavische Mikrosprachen im absoluten Sprachkontakt : Glossierte und interpretierte Sprachaufnahmen aus Italien, Deutschland, Österreich und Griechenland, Wiesbaden, Harrassowitz Verlag, 2017, 479 p. (ISBN 9783447108652)
- (en) Information Structure in Lesser-described Languages : Studies in Prosody and Syntax., Amsterdam, Benjamins, 2018, 450 p.
- (en) The Routledge Handbook of Language Contact, Londres, Routledge, 2020
- (en) The Adaptive Bilingual Mind, Cambridge, Cambridge University Press, 2021, 250 p.
- (en) Languages and Linguistics of Mexico and Northern Central America : A Comprehensive Guide, Boston et Berlin, Mouton de Gruyter, 2021